# Helmuth Johannes Ludwig von Moltke
Helmuth Johannes Ludwig von Moltke, de Jonge genoemd, (Gersdorf, Mecklenburg-Schwerin, 23 mei 1848 - Berlijn, 18 juni 1916) was een Duitse kolonel-generaal en een neef van Helmuth Karl Bernhard von Moltke (de Oude), naar wie hij vernoemd werd.

## Biografie
Helmuth von Molke stamt uit het oude Mecklenburgse adellijke geslacht Von Moltke. Zijn broer Friedrich Ludwig Elisa von Moltke was Pruisisch minister. Hij werd in 1870 beroepsofficier. 
Tijdens de Frans-Duitse Oorlog streed hij in het 7e grenadier regiment. In 1880 werd hij lid van de Generale Staf en in 1882 adjudant van zijn oom. Vanaf 1902 was hij commandant van de 1e divisie van het gardekorps. In 1904 werd hij generaalkwartiermeester en in 1906 opvolger van Alfred von Schlieffen als Chef van de generale staf in Berlijn.

### Eerste Wereldoorlog
Bij het uitbreken van de Eerste Wereldoorlog had hij de leiding van de Duitse operaties en droeg hij de verantwoordelijkheid voor het offensief tegen Frankrijk. Dit werd gepland en uitgevoerd volgens het Schlieffenplan van zijn voorganger, dat door Moltke overigens aanzienlijk gewijzigd was. Frankrijk had in zes weken uitgeschakeld moeten worden, maar dit mislukte doordat de Duitse troepen begin september 1914 een nederlaag leden in de Slag bij de Marne. Deze werd geweten aan Von Moltkes onduidelijke bevelvoering en aan het feit dat hij van het oorspronkelijke plan was afgeweken. Overigens was deze slag, althans volgens sommige historici, toch onbeslist maar trok Von Moltke zijn troepen terug op een cruciaal moment tot achter de Aisne, een volgens hem, beter verdedigbare positie waar de Duitsers zich ingroeven. Dit was een eerste opbouw voor de daarop volgende loopgravenoorlog. Op 14 september 1914 nam Von Moltke ontslag. Hij werd toen plaatsvervangend chef van de staf in Berlijn, en werd als chef van de Duitse Generale Staf opgevolgd door Erich von Falkenhayn.

### Overlijden
Von Moltke overleed twee jaar later op 68-jarige leeftijd aan een beroerte, na het in de Rijksdag uitspreken van een herdenkingsrede voor de overleden maarschalk Colmar von der Goltz en liet een pamflet na, Die "Schuld" am Kriege, dat zijn weduwe in 1919 wilde publiceren. Ze werd daarvan afgebracht en publiceerde Erinnerungen, Briefe, Dokumente, een verzameling brieven en documenten. Het originele pamflet is verloren gegaan.

## Militaire loopbaan
- Portepee-Fähnrich: 9 december 1869[2][4]
- Leutnant: 23 september 1870[2]
- Oberleutnant: 15 september 1877[2][4]
- Hauptmann: 1880[2]-1881[4]
- Major: 15 oktober 1888[2][4]
- Oberstleutnant: 27 januari 1893[2][4]
- Oberst: 18 augustus 1895[2][4]
- Generalmajor: 25 maart 1899[2][4]
- Generalleutnant: 27 januari 1902[2][4]
- Generalquartiermeister: 16 februari 1904[4]
- General der Infanterie: 16 oktober 1906[2]
- Generaloberst: 27 januari 1914[2][4]

## Onderscheidingen
- Pour le Mérite op 7 augustus 1915[2][4][5]
- IJzeren Kruis 1870, 2e klasse[2][4]
- Orde van de Zwarte Adelaar in 1909[4]
- Grootkruis in de Leopoldsorde